# Puerto Santa

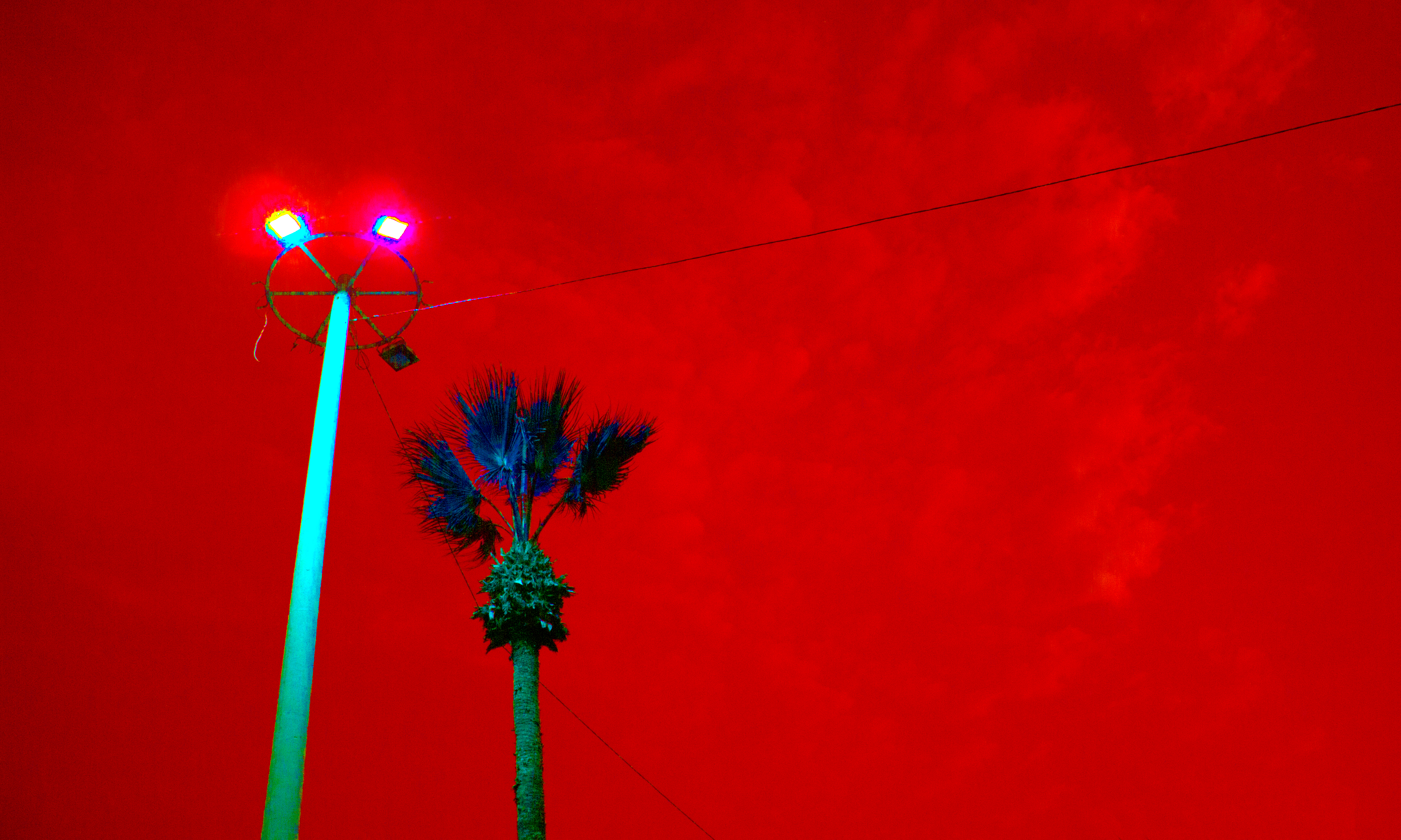
Palmera costera, de uso típico en parques y jardines en Puerto Santa

Puerto Santa es un centro poblado en el distrito de Santa y provincia del Santa en la región Áncash, Perú.

## Geografía
Se ubica a 5 km del distrito de Santa, en la provincia  del Santa, región Ancash. Específicamente georreferenciada en las siguientes coordenadas: longitud oeste y los paralelos 78° 37’ 14” y 8° 59’ 4” de latitud sur. Posee una superficie es de 11 0000 m2.  El puerto Santa está ubica en el km 443 de la carretera Panamericana Norte. Los límites de la localidad de Puerto Santa son:
- al Norte: La Libertad
- Sur: distrito de Coishco
- Este: distrito de Chimbote
- Oeste: Océano Pacífico

Se ubica a una altitud de 12 m s.n.m. Se considera que Puerto Santa posee uno de los mejores climas del norte del Perú, siendo éste un clima templado a cálido, con picos de temperatura aproximadamente desde los 27 °C hasta los 17 °C.

## Hidrografía
De acuerdo a datos arrojados por la estación Cóndor Cerro, el caudal máximo promedio registrado fue de 811 m3/s, el cual corresponde al mes de marzo del año de 1971.

## Sismicidad
Puerto Santa se caracteriza, junto a otros lugares habitados del América, debido a que, al igual  que ellas,  se encuentra ubicado en la franja costera, que está en el cinturón Circum Pacífico (cinturón de fuego del Pacífico), el cual se caracteriza por la alta sismicidad que se concentra alrededor de la placa de Nazca.

## Historia
Para el primer Congreso Constituyente del Perú, encabezado por el General Don José de San Martín,  el 15 de septiembre de 1819 con un paro preventivo en el distrito de Samanco, las flotas Chilenas ejecutan su ingreso al Puerto de Santa, de los cuales desembarcaron un promedio de 200 soldados chilenos. Siendo así, que el Puerto de Santa realizó un gran aporte a la independencia del Perú gracias a sus pobladores, los cuales brindaban recursos básicos para las tropas, brindando alimentos como arroz y azúcar, entre otros productos.
De acuerdo a lo publicado por el INEI, en el censo del año 2007, cuenta con una población de 250 habitantes.

## Lugares
- Posta Médica de Puerto Santa
- Playa  Infiernillos
- I.E Miguel Grau